# Harbeck-Fruitdale, Oregon
Harbeck-Fruitdale, Oregon (енгл. Harbeck-Fruitdale) град је у америчкој савезној држави Орегон.

## Демографија
По попису из 2000. године број становника је 3.780.
| Група             | 2000.         | 2010.    |
| Белци             | 3.388 (89,6%) | 0 (0,0%) |
| Афроамериканци    | 9 (0,2%)      | 0 (0,0%) |
| Азијати           | 23 (0,6%)     | 0 (0,0%) |
| Хиспаноамериканци | 250 (6,6%)    | 0 (0,0%) |
| Укупно            | 3.780         | 0        |